# 福田卯助
福田 卯助（ふくだ うすけ、1893年〈明治26年〉11月 - 没年不明）は、日本の商人（近江屋、乾物商）、実業家。

## 経歴
愛知県出身。先代卯助の二男。1926年、家督を相続し、前名・卯太郎を改め襲名する。乾物商を営み、会社の重役である。
岐阜日産自動車社長、愛知県乾物寒天荷受組合理事長、同海草集荷組合理事、愛知海産物商組合理事長、渥美電鉄取締役、大池ガレージ、大宝運輸、清洲銀行各監査役をつとめる。

## 人物
趣味は造庭。宗教は真宗。住所は愛知県名古屋市西区塩町四丁目、岐阜市金園町。

## 家族・親族
福田家
- 祖父・卯助[7][8]
- 父・卯助（1861年 - ?、愛知平民、乾物商）[8] - 卯助の長男[8]。1898年、家督を相続し、前名・吉三郎を改名する[8]。乾物商を営み、傍ら清洲銀行監査役である[7][8]。
- 妻
  - 峯（1899年 - ?、愛知、櫻井清三郎の姉[5]、櫻井清三郎の孫[8]）
  - つね（1906年 - ?、東京、永島平作の二女[1]、あるいは三女[4]）
- 子[1]

親戚
- 叔母のうの夫・石原平左衛門[1]（愛知県多額納税者、鍛冶平、金物商）
- 妻峯の弟・櫻井清三郎[1]（愛知県多額納税者、足袋太物商）